# La Revanche de la Rose
La Revanche de la Rose (titre original : The Revenge of the Rose) est un roman écrit par Michael Moorcock en 1991. Il met en scène les aventures d'Elric de Melniboné, une incarnation du Champion éternel. C'est le sixième tome du Cycle d'Elric.

## Éditions françaises
- janvier 1994 chez Pocket (coll. « SF » no 5532), traduction d'E. C. L. Meistermann, couverture de Wojtek Siudmak  (ISBN 2-266-00023-3)
- février 2006 chez Pocket (coll. « Fantasy » no 5532), traduction d'E. C. L. Meistermann, couverture de Marc Moreno  (ISBN 2-266-15936-4)